# Comité Revolucionario del Kuomintang de China
El Comité Revolucionario del Kuomintang de China o Comité Revolucionario del Partido Nacionalista Chino (en chino simplificado, 中国国民党革命委员会; pinyin, Zhōngguó Guómíndǎng Gémìngwěiyuánhuì, abreviado 民革), o como el Kuomintang de izquierda es uno de los ocho partidos políticos de izquierda no comunistas de la República Popular China, que integran un frente unido con el Partido Comunista de China.
Fue fundado en 1948, en plena guerra civil china, por integrantes del ala izquierda del Partido Nacionalista Chino/Kuomintang (PNC/KMT) en desacuerdo con la conducción de Chiang Kai-shek, por lo cual se escindieron.
El partido afirma ser el legítimo heredero del legado de Sun Yat-sen, fundador de la República de China. Para finales de 2012 el CRKC contaba con más de 100.000 miembros según cifras oficiales.
El Comité Revolucionario del Kuomintang es considerado el "segundo partido" del país, después del Partido Comunista de China, siendo aliado de este y por lo tanto a pesar de contener una ideología diferente, acepta el Socialismo con características chinas y el Pensamiento Xi Jinping.
Cuenta con el segundo mayor número de escaños en la Conferencia Consultiva Política del Pueblo Chino (30%). Posee numerosos activos a lo largo de China, varios de los cuales fueron propiedad del Kuomintang histórico. El Comité Revolucionario administra asimismo una serie de instituciones bajo su control, como "academias partidarias".

## Presidentes
| Período    | Secretario General |
| ---------- | ------------------ |
| 1948-1959  | Li Jishen          |
| 1960-1972  | He Xiangning       |
| 1979-1981  | Zhu Yunshan        |
| 1981-1985  | Wang Kunlun        |
| 1987-1988  | Qu Wu              |
| 1988-1992  | Zhu Yuefan         |
| 1992-1996  | Li Peiyao          |
| 1996-2007  | He Luli            |
| 2007-2012  | Zhou Tienong       |
| Desde 2012 | Wan Exiang         |

### Presidentes de honor
| Período   | Secretario General |
| --------- | ------------------ |
| 1948-1949 | Soong Ching-ling   |
| 1988-1992 | Qu Wu              |
| 1992-1996 | Zhu Xuefan         |
| 1992-1994 | Hou Jingru         |
| 1992-1995 | Sun Yueqi          |